# Novoarkhànguelskaia
Novoarkhànguelskaia" - Новоархангельская (rus) - és una stanitsa del krai de Krasnodar, a Rússia. Es troba a les terres baixes de Kuban-Azov, a la vora esquerra del riu Txelbas, a 10 km al sud-est de Tikhoretsk i a 121 km al nord-est de Krasnodar.
Pertany al municipi d'Alekséievskaia.